# Rio Cantu
Rio Cantu är ett vattendrag i Brasilien.   Det ligger i delstaten Paraná, i den södra delen av landet, 1 100 km sydväst om huvudstaden Brasília.
I omgivningarna runt Rio Cantu växer huvudsakligen savannskog. Runt Rio Cantu är det mycket glesbefolkat, med 3 invånare per kvadratkilometer.